# Операция „Дезинформация“
„Операция „Дезинформация“ (на английски: Operation Mincemeat) е британска военна драма от 2021 година на режисьора Джон Мадън. Сценарият на филма представлява адаптация на книгата Operation Mincemeat: How a Dead Man and a Bizarre Plan Fooled the Nazis and Assured an Allied Victory на британския писател, историк, рецензент, колумнист и редактор във вестник „Таймс“ Бен Макинтайър.
Действието се развива по време на Втората световна война и проследява планирането и осъществяването на британска дезинформационна операция през 1943 г., която Макинтайър определя като „може би най-сложната" и „със сигурност една от най-нетипичните“, които са били предприемани.
Разпространител на лентата в Европа е „Уорнър Брос Интернешънъл“, а в САЩ – платформата „Нетфликс“ от 11 май 2022 г. Световната премиера на филма се състои в Австралия в рамките на Британския филмов фестивал през 2021 г., а по кината във Великобритания е пуснат на 15 април 2022 г.

## Актьорски състав
| Актьор          | Роля             |
| --------------- | ---------------- |
| Колин Фърт      | Юън Монтагю      |
| Кели Макдоналд  | Джийн Лесли      |
| Матю Макфейдън  | Чарлз Чолмъндели |
| Пенелопе Уилтън | Хестър Леджет    |
| Джони Флин      | Иън Флеминг      |
| Лорни Макфейдън | Роджър Диърборн  |
| Джейсън Айзакс  | Джон Годфри      |